# Krajevna skupnost Blagovica
Krajevna Skupnost Blagovica je ena od osmih krajevnih skupnosti v Občini Lukovica. Blagovica je sedež krajevne skupnosti. Razteza se v osrčju Črnega grabna in združuje 16 vasi. Meja KS se pokriva tudi z mejami katasterske občine Blagovica in Župnije Blagovica.

### Naselja v krajevni skupnosti Blagovica
- Blagovica (101)
- Gabrje pod Špilkom (37)
- Golčaj (0)
- Jelša (47)
- Korpe (13)
- Mali Jelnik 48
- Podsmrečje (44)
- Prevoje (20)
- Prilesje (15)
- Spodnji Petelinjek (26)
- Veliki Jelnik (22)
- Vošce (54)
- Vranke (11)
- Zgornje Loke (101)
- Zgornji Petelinjek (18)
- Zlatenek (40).

Skupaj ima krajevna skupnost Blagovica 597 prebivalcev po popisu iz leta 2001.

### Društva na področju KS Blagovica
V krajevni skupnosti imajo svoj sedež naslednja društva:
- Prostovoljno gasilsko društvo Blagovica
- Planinsko društvo Blagovica
- Društvo podeželske mladine Blagovica
- Društvo podeželskih žena Blagovica-Trojane
- Športno društvo za Airsoft
- Kulturno prosvetno društvo Blagovica
- Krajevna organizacija Rdečega križa Blagovica